# Kyle Mack
Kyle Allan Mack (Royal Oak, 6 luglio 1997) è un ex snowboarder statunitense medaglia d'argento nel big air alle Olimpiadi di Pyeongchang 2018.

## Biografia
Dopo avere inizialmente cominciato a gareggiare principalmente nell'halfpipe, a partire dal 2013 si è dedicato più assiduamente allo slopestyle. Ai Mondiali di Kreischberg 2015 vince una medaglia di bronzo proprio nello slopestyle e ne vince pure un'altra nel big air.
Ha partecipato alla Olimpiadi di Pyeongchang 2018 non riuscendo a superare la fase di qualificazione dello slopestyle, ma nella competizione olimpica inaugurale di big air, con 168.75 punti, arriva secondo dietro il canadese Sébastien Toutant (174.25 punti).

## Palmarès

### Olimpiadi
- 1 medaglia:
  - 1 argento (big air a Pyeongchang 2018)

### Mondiali
- 2 medaglie:
  - 2 bronzi (slopestyle, big air a Kreischberg 2015)

### Coppa del Mondo
- Miglior piazzamento nella Coppa del Mondo generale di freestyle: 36º nel 2017
- Miglior piazzamento nella Coppa del Mondo di halfpipe: 44º nel 2013
- Miglior piazzamento nella Coppa del Mondo di slopestyle: 20º nel 2017
- Miglior piazzamento nella Coppa del Mondo di big air: 21º nel 2019
- 2 podi:
  - 1 secondo posto
  - 1 terzo posto